# Bernt Johansson
Bernt Harry Johansson (Tidavad, 18 april 1953) is een voormalig Zweeds wielrenner.

## Belangrijkste overwinningen
1973
- Ronde van Zweden

1975
- 8e etappe Milk Race
- Eindklassement Milk Race

1976
- 7e etappe Milk Race
- Olympisch kampioen op de weg

1977
- 2e etappe Ronde van Levante
- Eindklassement Ronde van Levante
- Trofeo Baracchi (met Carmelo Barone)
- Grote Prijs Forlì

1978
- Ronde van Emilia
- Grote Prijs Forlì

1979
- 11e etappe Ronde van Italië
- 14e etappe Ronde van Italië

1980
- Ronde van Lazio
- 5e etappe deel B Ruta del Sol

## Resultaten in voornaamste wedstrijden
| Jaar | Ronde van Italië | Ronde van Frankrijk | Ronde van Spanje |
| ---- | ---------------- | ------------------- | ---------------- |
| 1977 | 20e              |                     |                  |
| 1978 | 9e               |                     |                  |
| 1979 | ↑ (2)            | opgave              |                  |
| 1980 | opgave           |                     |                  |
| 1981 | opgave           |                     |                  |

| Jaar | Milaan-San Remo | Ronde van Lombardije | Waalse Pijl |  | WK op de weg |  | Wereldranglijsten |
| ---- | --------------- | -------------------- | ----------- |  | ------------ |  | ----------------- |
| 1977 | 46e             | 20e                  |             |  | 14e          |  |                   |
| 1978 |                 | ↑                    | 52e         |  |              |  | 28e (SPP)         |
| 1979 |                 |                      | ↑           |  |              |  | 17e (SPP)         |
| 1980 | 91e             |                      | 32e         |  |              |  |                   |
| 1981 |                 |                      |             |  |              |  |                   |

1896: Aristidis Konstantinidis · 
1912: Rudolph Lewis · 
1920: Harry Stenqvist · 
1924: Armand Blanchonnet · 
1928: Henry Hansen · 
1932: Attilio Pavesi · 
1936: Robert Charpentier · 
1948: José Beyaert · 
1952: André Noyelle · 
1956: Ercole Baldini · 
1960: Viktor Kapitonov · 
1964: Mario Zanin · 
1968: Pierfranco Vianelli · 
1972: Hennie Kuiper · 
1976: Bernt Johansson · 
1980: Sergej Soechoroetsjenkov · 
1984: Alexi Grewal · 
1988: Olaf Ludwig · 
1992: Fabio Casartelli · 
1996: Pascal Richard · 
2000: Jan Ullrich · 
2004: Paolo Bettini · 
2008: Samuel Sánchez · 
2012: Aleksandr Vinokoerov · 
2016: Greg Van Avermaet ·
2020: Richard Carapaz ·
2024: Remco Evenepoel